# (667) Denise
(667) Denise ist ein Asteroid des Hauptgürtels, der am 23. Juli 1908 vom deutschen Astronomen August Kopff in Heidelberg entdeckt wurde.